# Isabelle Meyer
Isabelle Meyer (Langenthal, 5 settembre 1987) è una calciatrice svizzera, centrocampista del St. Pölten.

## Carriera

### Club
Isabelle Meyer cresce calcisticamente a Lucerna, vestendo la maglia del Sursee nella stagione 2003-2004 riuscendo a conquistare il campionato, trofeo conquistato anche le due successive stagioni con la società che ha mutato la propria ragione sociale in LUwin.ch.
Nel 2007 decide di trasferirsi al Berna, società con la quale gioca due anni con la maglia rossonera e, dopo la fusione con lo Young Boys, con quella giallonera della sua sezione femminile.
Nell'estate 2010 coglie l'opportunità di giocare in un campionato professionistico estero sottoscrivendo un accordo con il Friburgo che le offre un posto da titolare per la stagione entrante nel girone Süd della 2. Frauen-Bundesliga, secondo livello del campionato tedesco femminile di calcio. Alla sua prima stagione grazie alle 17 reti siglate in campionato, risultato che le vale anche il titolo di capocannoniere del torneo, contribuisce a far conquistare alla società la promozione in Frauen-Bundesliga. La stagione successiva trova sempre meno spazio decidendo alla fine del campionato di lasciare la società.
Nell'estate 2012 accetta la proposta offertale dal Sand, contattata dalla dirigenza della società tedesca con sede a Willstätt per offrirle un posto da titolare nell'ambito di una campagna acquisti volta a raggiungere i vertici della 2. Frauen-Bundesliga Süd, torneo al quale è iscritta. Meyer contribuisce alla promozione della società conquistata alla sua seconda stagione, trovando spazio da allora anche in Frauen-Bundesliga.

### Nazionale
Isabelle Meyer venne inizialmente convocata nella Nazionale svizzera Under-19 dove debutta il 21 settembre 2003 in occasione della partita con cui le rossocrociate si imposero per 3-0 sulle pari età della Bulgaria in occasione del secondo turno di qualificazione agli Europei di categoria 2004.
Dal 2007 è inserita in rosa nella Nazionale maggiore dove viene convocata fino al 2012, indossando la maglia della Svizzera nelle fasi di qualificazione ai mondiali del 2007 e 2011 e agli europei del 2009 e 2013 senza mai raggiungere la fase finale.

## Palmarès

### Club
- Campionato svizzero: 3

Sursee: 2003-2004
LUwin.ch: 2004-2005, 2005-2006
- Campionato tedesco di seconda divisione: 2

Friburgo: 2010-2011
Sand: 2013-2014

### Individuale
- Capocannoniere della Lega Nazionale A: 2

2004-2005 (19 reti), 2009-2010 (10 reti)
- Capocannoniere della 2. Frauen-Bundesliga Süd: 1

2010-2011 (17)
- Capocannoniere della Coppa di Germania: 1

2013-2014 (7)